# Nanowa
Nanowa (ukr. Нанове) – dawna bojkowska wieś na Ukrainie, w obwodzie lwowskim, w rejonie starosamborskim, przy samej granicy z Polską.
Do 1934 stanowiła gminę jednostkową w powiecie dobromilskim, za II RP w woј. lwowskim. W 1934 w nowo utworzonej zbiorowej gminie Krościenko. Tam utworzyła gromadę Nanowa składającą się z miejscowości Nanowa.
Podczas II wojny światowej w gminie Krościenko w powiecie Przemysl w dystrykcie krakowskim (Generalne Gubernatorstwo). Liczyła wtedy 686 mieszkańców.
Po wojnie weszły w struktury administracyjne Związku Radzieckiego (rejon chyrowski). W 1951 mieszkańcy zostali wywiezieni do kołchozu im. Mołotowa we wsi Zmijiwka w obwodzie chersońskim w związku ze zbliżającą się umową o zamianie granic. 10 grudnia 1951 zniesiono radę wiejską Nanowa (Нанівська сільська рада). Nanowa znalazła się w ciągu pasa granicznego i została zupełnie wysiedlona. 